# Ajos Elefterios (stacja metra)
Ajos Elefterios (gr: Άγιος Ελευθέριος) – stacja metra ateńskiego na linii 1 (zielonej), 14,668 km od Pireusu. Została otwarta 12 lutego 1956.